# Glyphodes margaritaria
Glyphodes margaritaria is een vlinder uit de familie van de grasmotten (Crambidae), uit de onderfamilie van de Spilomelinae. De wetenschappelijke naam van deze soort is voor het eerst voorgesteld als Phalaena margaritaria door Carl Alexander Clerck in een publicatie uit 1764.
De spanwijdte bedraagt ongeveer 3 centimeter.
De soort komt voor in Papoea-Nieuw-Guinea en Australië (Queensland).